# العلاقات البلجيكية الساموية
العلاقات البلجيكية الساموية هي العلاقات الثنائية التي تجمع بين بلجيكا وساموا.

## مقارنة بين البلدين
هذه مقارنة عامة ومرجعية للدولتين:
| وجه المقارنة                                              | بلجيكا                                                                              | ساموا                        |
| --------------------------------------------------------- | ----------------------------------------------------------------------------------- | ---------------------------- |
| المساحة (كم2)                                             | 30.53 ألف                                                                           | 2.84 ألف                     |
| عدد السكان (نسمة)                                         | 11.37 مليون                                                                         | 196.44 ألف                   |
| الكثافة السكانية (ن./كم²)                                 | 372.42                                                                              | 69.17                        |
| العاصمة                                                   | بروكسل                                                                              | أبيا                         |
| اللغة الرسمية                                             | اللغة الهولندية، لغة فرنسية، اللغة الألمانية                                        | لغة إنجليزية، اللغة الساموية |
| العملة                                                    | يورو، فرنك بلجيكي                                                                   | تالا ساموي                   |
| الناتج المحلي الإجمالي (بليون دولار)                      | 492.68 مليار                                                                        | 856.63 مليون                 |
| الناتج المحلي الإجمالي (تعادل القوة الشرائية) بليون دولار | 514.74 مليار                                                                        | 1.15 مليار                   |
| الناتج المحلي الإجمالي الاسمي للفرد دولار أمريكي          | 40.32 ألف                                                                           | 3.94 ألف                     |
| الناتج المحلي الإجمالي للفرد دولار أمريكي                 | 43.44 ألف                                                                           | 5.79 ألف                     |
| مؤشر التنمية البشرية                                      | 0.890                                                                               | 0.702                        |
| رمز المكالمات الدولي                                      | +32                                                                                 | +685                         |
| رمز الإنترنت                                              | .be                                                                                 | .ws                          |
| المنطقة الزمنية                                           | توقيت وسط أوروبا، ت ع م+01:00، ت ع م+02:00، توقيت وسط أوروبا الصيفي، أوروبا/بروكسل ‏ | ت ع م+13:00                  |

## منظمات دولية مشتركة
يشترك البلدان في عضوية مجموعة من المنظمات الدولية، منها:
| علم المنظمة | اسم المنظمة                               | تاريخ انضمام بلجيكا | تاريخ انضمام ساموا |
| ----------- | ----------------------------------------- | ------------------- | ------------------ |
|             | الاتحاد البريدي العالمي                   | ?                   | ?                  |
|             | مؤسسة التنمية الدولية                     | 2 يوليو 1964        | 28 يونيو 1974      |
|             | منظمة حظر الأسلحة الكيميائية              | ?                   | ?                  |
|             | منظمة التجارة العالمية                    | ?                   | ?                  |
|             | الأمم المتحدة                             | 27 ديسمبر 1945      | 15 ديسمبر 1976     |
|             | وكالة ضمان الاستثمار متعدد الأطراف        | 18 سبتمبر 1992      | 27 سبتمبر 2002     |
|             | منظمة الشرطة الجنائية الدولية             | ?                   | ?                  |
|             | مؤسسة التمويل الدولية                     | 27 ديسمبر 1956      | 28 يونيو 1974      |
|             | بنك التنمية الآسيوي                       | 1966                | 1966               |
|             | الاتحاد الدولي للاتصالات                  | 1866                | 7 أكتوبر 1988      |
|             | البنك الدولي للإنشاء والتعمير             | 27 ديسمبر 1945      | 28 يونيو 1974      |
|             | المركز الدولي لتسوية المنازعات الاستشارية | 26 سبتمبر 1970      | 25 مايو 1978       |
|             | يونسكو                                    | 29 نوفمبر 1946      | 3 أبريل 1981       |

## وصلات خارجية
- موقع وزارة الخارجية البلجيكية